# 바나흐 격자
수학에서, 특히 함수해석학과 순서론에서 바나흐 격자 {\displaystyle (X,\|\cdot \|)}는 {\displaystyle (X,\|\cdot \|)}이 바나흐 공간이 되고 모든 {\displaystyle x,y\in X}에 대해서 {\displaystyle |x|\leq |y|\Rightarrow \|x\|\leq \|y\|}가 작용하는 노름 {\displaystyle \|\cdot \|}를 가지는 리스 공간이다. 이 때, {\displaystyle |x|:=x\vee -x}이다.

## 예시와 생성
- 그 절댓값을 규범으로 하는 것과 같이하는 {\displaystyle \mathbb {R} }는 바나흐 공간이다.
- {\displaystyle X}를 위상공간이라 두고, {\displaystyle Y}를 바나흐 격자로, 그리고 {\displaystyle {\mathcal {C}}(X,Y)}를 유계 공간이라 두고, 노름 {\displaystyle \|f\|_{\infty }:=\sup _{x\in X}\|f(x)\|_{Y}}을 가지는 {\displaystyle X}에서 {\displaystyle Y}로 가는 연속함수를 두자. {\displaystyle {\mathcal {C}}(X,Y)}는 점의 순서로 {\displaystyle f\leq g:\Leftrightarrow \forall x\in X:f(x)\leq g(x)}인 바나흐 격자가 된다.

## 같이 보기
- 바나흐 공간
- 리스 공간
- 격자 (순서론)

## 참고 자료
- Abramovich, Yuri A.; Aliprantis, C. D. (2002). 《An Invitation to Operator Theory》. Graduate Studies in Mathematics 50. American Mathematical Society. ISBN 0-8218-2146-6.